# سگ سیخ‌چرخان

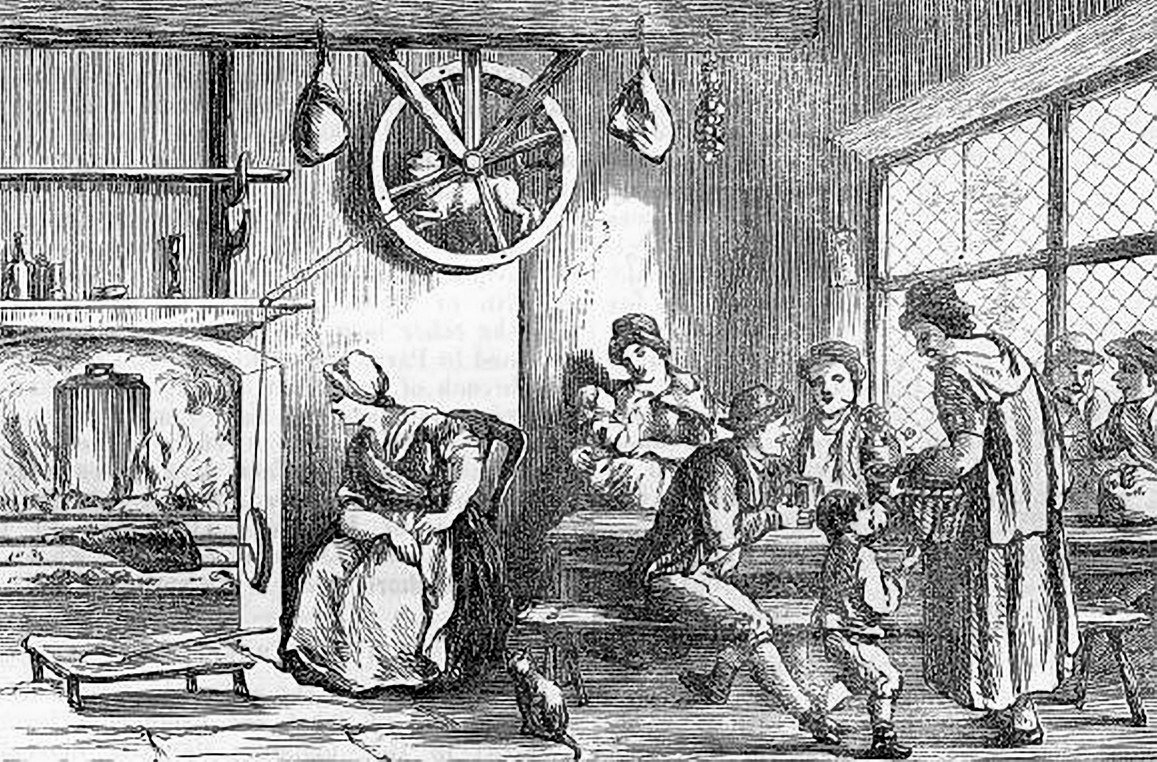
نمایشی از این سگ‌ها درحال چرخاندن

سگ سیخ‌چرخان یا سگ چرخ‌گردان (به انگلیسی: turnspit dog) نوعی سگ پاکوتاه، بدن‌دراز بود که معمولاً برای روی یک چرخ حرکت می‌کرد و باعث چرخاندن سیخ‌های گوشت می‌شد. این نوع از سگ‌ها هم‌اکنون منقرض شده‌است.
این نوع از سگ در خلال قرن ۱۷ تا ۱۹ در انگلستان به منظور بهره‌برداری به عنوان یک نوع موتور، پرورش داده می‌شد. این سگ‌ها با دویدن درون چرخ‌ها، یک حرکت دورانی ایجاد می‌کردند که از این قابلیت در جاهای مختلفی استفاده می‌شد. مهم‌ترین استفاده از این حرکت، در چرخاندن سیخ‌های گوشت، هنگام کباب کردن بود. معمولاً از یک جفت سگ استفاده می‌شد که به نوبت درون چرخ قرار می‌گرفتند. با آغاز انقلاب صنعتی انگلستان و رواج انواع موتورهای بخار یا گاز، این سگها بی‌استفاده شدند و پرورش آنها متوقف و در نهایت نسل‌شان منقرض شد.